# دیسن ام آمرزی
دیسن ام آمرزی (به آلمانی: Dießen am Ammersee) یک شهر در آلمان است که در بایرن واقع شده‌است.

## خصوصیات
دیسن ام آمرزی ۸۲٫۶۴ کیلومترمربع مساحت دارد ۵۳۵-۶۷۸ متر بالاتر از سطح دریا واقع شده‌است.